# Henry William-Powlett (3e baron Bayning)
Henry William-Powlett, 3e baron Bayning (8 juin 1797 - 5 août 1866) est un homme politique, homme d'église et pair britannique.

## Biographie
Il est le deuxième fils de Charles Townshend, 1er baron Bayning, fils de William Townshend et de son épouse Henrietta Powlett. Sa mère est Annabella Smith-Powlett, fille du révérend Richard Smith et Annabella Powlett. 
Il fait ses études au Collège d'Eton puis au St John's College de Cambridge, où il obtient une maîtrise ès arts en 1818.
Il est nommé recteur de Brome (en) dans le Suffolk en 1821. Deux ans plus tard, il succède à son frère aîné Charles Powlett, 2e baron Bayning dans la baronnie et prend sous licence royale le nom de son grand-père maternel William Powlett (William-Powlett) au lieu de Townshend. Il est nommé doyen rural du diocèse de Norwich en 1844 et trois ans plus tard, il démissionne de son poste. Il est reconduit dans son ancien poste à Honingham dans le comté de Norfolk en 1851, devenant également vicaire d’East Tudenham. Il vit à Honingham Hall (en) dans le Norfolk.

## Famille
Il épouse, le 9 août 1842, Emma Fellowes (1807-1887), fille de William Henry Fellowes et d'Emma Benyon. Ils ont un enfant.
- Charles William William-Powlett (8 novembre 1844 - 9 juin 1864), célibataire, sans enfants.